# 위 베어 베어스: 곰 브라더스
《위 베어 베어스: 곰 브라더스》(We Bare Bears)는 대니얼 총이 자신의 웹 만화인 《The Three Bare Bears》를 바탕으로 기획한 미국의 텔레비전 애니메이션이다. 부모를 각자의 사연으로 잃은 곰 삼 형제 그리즐리, 판다, 아이스 베어가 샌프란시스코 베이 에어리어에서 사람들과 함께 지내기 위해 갖은 시도를 하면서 일어나는 일을 그린 작품으로, 2015년 7월 27일부터 2019년 5월 27일까지 카툰 네트워크에서 방송되었다. 파일럿 에피소드는 암스테르담에서 개최되는 연례 애니메이션 행사인 KLIK! Amsterdam Animation Festival에서 최초 공개되었다.

## 구성
《위 베어 베어스》는 부모 없이 자란 곰 삼 형제 그리즐리와 판다, 아이스 베어가 샌프란시스코 베이 에어리어에 정착하고, 사람들과 어울리고 도시 생활에 적응하며 일어나는 일을 그린 이야기다.

## 제작
《위 베어 베어스》는 픽사와 일루미네이션 엔터테인먼트에서 스토리보드 작가로 일한 적이 있는 대니얼 총이 기획하였는데, 그는 자신의 웹 만화인 《The Three Bare Bears》를 바탕으로 이 작품을 만들었다.

## 등장인물

### 곰들
- 그리즐리 (성우: 에릭 에들슈타인, 유년은 샘 리바지노)

그리즐리는 불곰으로, 삼 형제 중 맏형이다. 그리즐리는 샌프란시스코 베이 에어리어의 숲에서 벌어진 산불로 부모를 잃었다. 이후 캐나다의 TV 프로그램에 섭외되어 잠시 정착생활을 하였으나, 자발적으로 은퇴를 선언한 뒤 갈 곳 없이 떠돌다 펫 샵에서 판다와 아이스 베어를 만났고, 그때 각자 다른 사람들에게 분양이 되어 셋이 따로 살게 되었으나 동생에 대한 사랑은 여전해서 다시 셋이 모여서 생존하게 된다. 한국어판의 성인과 유년 성우는 각각 송준석과 이재현/윤아영(베이비 베어스)이다.
- 판다 (성우: 보비 모이니핸, 유년은 던컨 조이너(시즌 1~3)와 맥스 미첼(시즌 4))

판다는 삼 형제 중 둘째인 대왕판다이다. 그리즐리가 지은 별명은 팬팬(Pan-Pan)이다. 판다는 원래 중국의 동물 연구소에 있었으나 반복된 생활에 질려버렸고, 바깥세상에 대한 호기심이 원래부터 많았던 탓에 연구소 직원이 판다를 위해 던진 인형을 통해서 우연히 직원실을 발견하고 그곳에 있는 텔레비전에 푹 빠져서 탈출을 결심하여 대나무 운송 트럭에 숨어서 바깥세상으로 나간 다음에 그리즐리와 아이스 베어를 애완동물 가게에서 만나게 된다. 기본적인 성격은 마음씨가 곱고 쉽게 부끄러워하거나 당황한다. 자신감과 자존감이 그리즐리와 아이스 베어와는 달리 굉장히 낮으며 채식주의자다. 한국어판의 성인과 유년 성우는 각각 김명준과 조경이/방연지(베이비 베어스)다.
- 아이스 베어 (성우: 드미트리 마틴, 유년은 던컨 조이너)

삼 형제 중 막내인 북극곰이다. 그리즐리와 판다에 비해 종종 냉정하며 말수가 적은 편이다. 자신의 이름을 먼저 말하는(3인칭화) 버릇은 유리라는 인물에게서 영향을 많이 받은 것이다. 아이스 베어는 영어를 비롯해 러시아어, 한국어, 프랑스어, 일본어, 비둘기어 등의 여러 언어를 구사하는 것이 가능하며 책을 읽거나 무술도 수련할 수 있는 등 웬만한 인간들도 감히 하기 어려운 여러 가지 다재다능한 능력을 보이는 인물이기도 하며 아이스 베어가 형제들이 움직일 때 이동을 도맡고 있다. 유일한 약점은 오이지만 피클은 예외다. 한국어판의 성인과 유년 성우는 각각 이주창과 안영미/김연우(베이비 베어스)다.

### 주변
- 클로이 박(Chloe Park) (성우: 샬린 이)

10살 한국계 미국인 혼혈인인데다가 숏 커트머리에 빨간색 안경을 쓴 영재 소녀로 캘리포니아 대학교에 다니고 있다. 한국계로 설정되어 있는 까닭에 번역판 언어와 관계없이 한국어를 사용하는 모습이 등장하나, 한국어판의 같은 장면에서는 차이를 위해 사투리를 사용한다. 한 번 등장할 때마다 두드러진 존재감을 보이는 이 작품 속 인간 캐릭터라고 할 수 있다. 클로이 박이 등장한 에피소드로 클로이 박의 전공을 추론하면 생물학과 화학이 유력해 보인다. 성격은 느긋하고 똑똑하지만 사람들 앞에서는 수줍음을 많이 타며 낯을 많이 가리고 있지만 그리즐리, 판다, 아이스 베어와 함께 있을 때는 명랑하며 때론 그들을 위해서 책임감이 있는 모습을 보인다. 이와 함께 자신의 전공 분야에 대해서는 무슨 일이 있어도 해결하려는 학구열이 대단한 편이다. 시즌 1부터 꾸준히 등장하고 있는 인물이기도 하다. 처음으로 클로이 박이 등장한 에피소드는 시즌 1 4화 "Chloe"이다. 과제로 곰에 대해서 조사하기 위해서 그리즐리, 판다, 아이스 베어의 집에 무단침입한 일종의 범죄를 저지르게 되지만 먹을 것을 통해서 그들과 친해지게 된다. 한국어판에서는 제주방언을 쓰며, 성우는 조경이다.
- 찰리(Charlie) (성우: 제이슨 리)

빅풋으로, 그리즐리, 판다, 아이스 베어를 만나며 샌프란시스코의 숲속을 방랑한다. 하지만 사람들이 자신을 구경거리로 보는 모습에 대해서는 굉장히 혐오감을 느끼기 때문에 자신의 정체를 사람들에게 들키는 것을 싫어한다. 하지만 인간을 아예 싫어하는 것은 아니기 때문에 곰으로 변장해서 사람들과 농구를 즐기며 간혹 위험에 처한 사람을 구하기도 하나 절대 자신의 정체가 드러나지 않도록 노력한다. 키가 굉장히 크며 대략 3m 정도이다. 팔과 다리도 엄청 길며, 가늘어서 힘이 세지 않다고 짐작할 수도 있으나 그리즐리, 판다, 아이스 베어를 동시에 한 손으로 들어 올릴 수 있는 힘을 가지고 있다. 하지만 찰리도 오랜 시간 숲에 혼자서만 살아서 고독감을 느끼며 친구를 사귀고는 싶지만 인간들에게 다가가려고 해도 자신의 정체가 드러나 버리면 구경거리로 남을까 봐 두렵고 숲 속 동물들은 자신과 말이 통하지 않아서 그리즐리, 판다, 아이스 베어만이 자신의 말과 통하는 것을 보며 곰들의 동굴에 자주 놀러 오며 뱀과도 교감하기 시작했다. 사회생활에 어둡고 친구와의 관계에서 주의해야 하는 점을 알아내지 못하는 바람에 종종 곰들에게 민폐를 끼친다. 눈치도 없으므로 그리즐리, 판다, 아이스 베어를 귀찮게 하는 모습도 자주 보이며 가끔씩 멋대로 감정적으로 행동하기도 한다. 하지만 마음씨는 착하므로 위기에 처했을 때는 인간이든 동물이든 구하며 친구에게 안 좋은 일이 생기면 무슨 일이냐며 고민을 들어주기도 한다. 한국어판에선 충청 방언을 쓰며, 성우는 방성준이다.
- 놈놈(Nom Nom) (성우: 패튼 오스왈트)

인터넷 스타 코알라다. 한국어판의 성우는 김영선이다.
- 타베스 대원(Rager Tabes 테이비스[*])(성우: 캐머런 에스포시토)은 삼림 경비원으로, 자신의 일에 상당한 자부심을 갖고 있으며 매사에 열정이 넘친다. 뽀삐 특공대라는 우리나라로 치면 컵스카우트와 같은 아이들을 데리고 활동을 다니며 그 속에는 보통 그리즐리가 껴있다. 찰리의 정체를 밝히고 싶어 하던 사람들 중 하나이다. 한국어판의 성우는 안영미이다.

- 뽀삐 경비대

타베스가 활동 중인 그룹이며, 디아즈, 파커, 위옌, 월리스, 척이 있다. 마스코트는 그리즐리.

### 단역 및 기타
- 유리(Yuri)(성우: 대린 드 폴)는 "Yuri and the Bear"(한국어판은 '유리와 아이스베어')에서 처음으로 등장하게 되는 인물로, 아이스 베어에게 도끼를 다루는 법, 정비 기술, 요리, 언어(자신을 3인칭으로 말하는 것) 등까지 직접 가르쳤고, 이로 인해 아이스 베어와 상당히 가까워졌다. 그러나 밀렵꾼의 추격으로 인해서 아이스 베어와 헤어졌다. 한국어판의 성우는 최석필이다.
- 그리프, 톰, 아이작(Griff, Tom, Isaac): 각각 의인화된 그리즐리, 판다, 아이스 베어다. 시즌 2 25화 판다의 친구에서 카메오 수준으로 등장했다. 그리프와 아이작은 그리즐리와 아이스 베어와 성우가 동일하며 톰의 성우는 강호철이다.
- 루시(Lucy)(성우: 엘리 캠퍼)는 시장에서 견과 쿠키를 먹은 판다를 구해준, 판다가 짝사랑하는 농산물 배달부이다. 한국어판 성우는 안영미이다.
- 셀린
- 클로이의 부모(성우: 아버지는 정진구, 어머니는 니키 양)는 클로이의 아버지와 어머니다. 한국어판 성우는 아버지는 강호철, 어머니는 루시와 같은 안영미다. 한국어판에서는 제주도 방언을 사용한다.
- 대럴(Darrel)은 컴퓨터 잡화점인 슈퍼 래드 마우스패드의 주인이다. 둔하고 온순한 성격으로 아이스 베어가 집을 나갔을 때 판다와 그리즐리가 동생 역할을 대신하라고 뽑았던 사람이다. 한국어판 성우는 강호철이다.
- 앤드류 앤디 뱅스

놈놈의 라이벌.
- 랄프(Ralph)(성우: 존 디마지오)는 예티다. 남이 고통스러워하는 것을 즐거움으로 삼는다. 산 위의 사람을 피해를 주려다가 찰리가 막아 실패한 후 떠난다. 그 후 찰리의 친구인 뱀을 괴롭히다가 뱀에게 공격을 당한다. 한국어판의 성우는 이장원이다.

## 에피소드
| 시즌 | 시즌   | 회수   | 방송 날짜                                                      | 방송 날짜                                                      |
| 시즌 | 시즌   | 회수   | 시즌 시작                                                      | 시즌 종료                                                      |
| ---- | ------ | ------ | -------------------------------------------------------------- | -------------------------------------------------------------- |
|      | 파일럿 | 파일럿 | 2014년 11월 6일 (KLIK! 축제) 2015년 8월 26일 (영국과 아일랜드) | 2014년 11월 6일 (KLIK! 축제) 2015년 8월 26일 (영국과 아일랜드) |
|      | 1      | 26     | 2015년 7월 27일                                                | 2016년 2월 11일                                                |
|      | 2      | 26     | 2016년 2월 25일                                                | 2017년 4월 13일                                                |
|      | 3      | 44     | 2017년 4월 3일                                                 | 2018년 2월 16일                                                |
|      | 4      | 44     | 2018년 7월 30일                                                | 2019년 5월 27일                                                |

## 수상
| 연도 | 시상식                                               | 시상 부문                                                                     | 후보                                                           | 결과 |
| ---- | ---------------------------------------------------- | ----------------------------------------------------------------------------- | -------------------------------------------------------------- | ---- |
| 2016 | 애니상                                               | Outstanding Achievement, Storyboarding in an Animated TV/Broadcast Production | (〈내 사랑 부리토〉의) 매들린 샤라피안, 매니 헐낸데스, 버트 연 | 후보 |
| 2016 | 영국 아카데미 어린이상                               | 해외                                                                          |                                                                | 수상 |
| 2017 | 제17회 Kidscreen Awards                              | 최고의 애니메이션 시리즈                                                      |                                                                | 수상 |
| 2017 | 제24회 International Trickfilm Festival Stuttgart    | Best International Animation Series For Kids                                  |                                                                | 수상 |
| 2017 | 키즈 초이스 어워즈 멕시코                            | Favorite Cartoon                                                              |                                                                | 후보 |
| 2018 | 애니상                                               | Best Animated Television/Broadcast Production For Children                    | 〈판다의 작품〉 편                                             | 수상 |
| 2018 | Prix Jeunesse International Festival and Competition | Best Fictional Show for 11-to-15-year olds                                    |                                                                | 후보 |
| 2018 | 제70회 Primetime Creative Arts Emmy Awards           | 최우수 단편 애니메이션 프로그램                                               | 〈허리케인 할〉 편                                             | 후보 |
| 2019 | 제48회 애니상                                        | 최우수 TV 애니메이션 각본                                                     | 〈허리케인 할〉 편                                             | 후보 |